# Daniel Kanza
Daniel Kanza (Maianga, 1909 – Kinshasa, 1990) è stato un politico congolese (Repubblica Democratica del Congo).
È stato primo borgomastro della capitale del Congo, Léopoldville, dal 1960 al 1962 e in seguito membro dell'Assemblea nazionale.

## Biografia
Daniel Kanza è nato nel 1909 nella zona di Maianga del territorio Luanda. Ricevette un'educazione cristiana protestante prima del servizio obbligatorio nella Force Publique del Congo belga, con il grado di sergente. Dopo il servizio divenne diacono protestante. Tra il 1929 e il 1940 Kanza ebbe sette figli con Élisabeth Mansangaza, tra cui la futura sociologa e politica Sophie Kanza e il futuro politico e diplomatico Thomas Kanza. Fu impiegato come funzionario nell'amministrazione coloniale e nel 1957 divenne vicepresidente del partito Alliance des Bakongo (ABAKO). Fu arrestato dopo le rivolte di Léopoldville del 4 gennaio 1959.
Kanza partecipò alla tavola rotonda belgo-congolese a Bruxelles per conto dell'ABAKO nel gennaio 1960 e fu scelto come vicepresidente dei colloqui. Criticò pesantemente il presidente del partito Joseph Kasa-Vubu per il suo atteggiamento durante la conferenza e per la sua incapacità di consultare altri membri del partito. Kasa-Vubu era a favore di una forma di governo federalista mentre Kanza era fortemente a favore di un sistema unitario e insieme a due dei suoi figli pubblicò una serie di articoli su un giornale congolese accusando Kasa-Vubu di collaborare con la Francia per dividere il Congo. Dopo l'uscita di Kasa-Vubu dalla conferenza, Kanza tentò di assumere la guida del partito, ma la maggior parte dei membri rimase fedele a Kasa-Vubu. Durante la conferenza fu sollevata la questione sull'opportunità che il Belgio mantenesse poteri o responsabilità ufficiali in Congo dopo il 30 giugno. Kanza fu nominato membro di un comitato formato per affrontare il problema e alla fine si decise che lo stato congolese dovesse assumersi tutte le responsabilità di governo.
Kanza fu espulso da ABAKO il 1º febbraio. Il 4 marzo annunciò la formazione di un'ala dissidente del partito, che divenne nota come ABAKO-Kanza.  Questa si trasformò in seguito nell'Alliance des Congolais (ALCO).  La maggior parte del sostegno di Kanza proveniva dall'area di Maianga del territorio di Luanda. Il Maianga Council, un'associazione regionale, tentò senza successo di riconciliare lui e Kasa-Vubu. In ottobre fu eletto primo borgomastro di Léopoldville. L'anno seguente destituì tutti i membri europei del consiglio comunale. Kanza lasciò l'incarico nel giugno 1962 quando ABAKO lo fece rimuovere e sostituire con un candidato gradito al partito. Nel gennaio 1965 un gruppo di manianghi lo candidò a senatore per le successive elezioni. Il governatore provinciale del Basso Congo chiese lealtà personale a tutti i candidati locali, ma Kanza rifiutò e, di conseguenza, non fu incluso nelle liste di ABAKO. Nel 1972 divenne comunque ancora membro dell'Assemblea nazionale. Morì nel 1990.